# Toyonaka
Toyonaka (豊中市 -shi) é uma cidade japonesa localizada na província de Osaka.
Em 2004 a cidade tinha uma população estimada em 388 372 habitantes e uma densidade populacional de 10 675,43 h/km². Tem uma área total de 36,38 km².
Recebeu o estatuto de cidade a 15 de Outubro de 1936.

## Cidades-irmãs
- Okinawa, Japão
- San Mateo, EUA